# 伯尼·鐵德
伯納德·鐵德二世（英語：Bernhardt Tiede II，1958年8月2日—）是一位美國禮儀師，因其于1998年11月19日在德克薩斯州迦太基鎮，謀殺其忘年交——富有的81歲寡婦瑪喬麗·紐金特而被判無期徒刑。
伯尼的經歷被美國導演理查德·林克萊特改編成2011年的著名電影《胖尼殺很大》，由演員傑克·布萊克飾演伯尼。該電影隨後引起美國社會對伯尼謀殺案的重新關注，在經其律師調查後，宣稱發現新证据可證明鐵德並未達一級謀殺罪判刑標準。至2014年，伯尼暫時保釋，並等候該案重申。2016年，陪審團經重審后仍認定伯尼一級謀殺罪名成立，並維持終身監禁或99年之刑期；但同時也將五十年不得保釋條件縮短為三十年。